# Danh sách sông ở Uganda
Đây là danh sách các sông ở Uganda

## Địa Trung Hải
- Nile
  - Sông Nin Trắng (Bahr al Jabal) (Albert Nile)
    - Sông Kidepo
      - Sông Narus, Uganda

    - Sông Achwa
      - Sông Pager

    - Sông Ora
      - Sông Nyagak

    - Sông Nin Trắng
      - Sông Kafu (Sông Kabi)
        - Sông Lugogo
        - Sông Mayanja

      - Hồ Kyoga
        - Sông Sezibwa
          - Sông Lwajjali

      - Lake Bisina
        - Sông Okot

      - Hồ Victoria
        - Sông Katonga - kết nối với Hồ Edward, Hồ George và Sông Semliki thông qua Kênh Kazinga
        - Sông Mpaga
        - Sông Dura
        - Kagera

    - Hồ Albert
      - Sông Nkusi
      - Sông Muzizi
      - Sông Semliki
        - Sông Lamia
        - Hồ Edward và Hồ George
          - Sông Ishasha
- Sông Turkwel (Kenya)
  - Sông Turkwel